# Étienne de Vignolles
Étienne de Vignolles, detto "La Hire" (Vignoles, 1390 – Montauban, 11 gennaio 1443), è stato un generale francese durante la guerra dei cent'anni.
Si è guadagnato il suo soprannome sul campo di battaglia, per la violenza e per l'ira che l'hanno reso famoso (infatti, ire, nel francese di allora, significava collera).

## Biografia
La Hire combatté nel 1418 sul suolo di Coucy, riuscendo a riconquistare la città, strappandola ai Borgognoni, alleati degli inglesi durante la guerra dei cent'anni. Nel 1421, dopo un periodo al servizio del cardinale di Bar, tornò in guerra al servizio del Delfino Carlo, difendendo la propria patria nella Battaglia di Baugé. Nello stesso anno fu reso zoppo a seguito di un incidente occorsogli durante un viaggio ma non per questo smise di combattere.
La sua abilità con la spada lo rese famoso in tutta la Francia; nel luglio 1427, insieme al Bastardo d'Orléans, difese Montargis, liberandola dall'assedio dell'esercito inglese, agli ordini di Richard de Beauchamp, conte di Warwick. Fu quindi convocato da Carlo VII in persona, il quale gli domandò di partecipare alla difesa di Orléans assediata. La Hire accettò e, nel 1429, partì alla volta di Orléans. La battaglia lo vide combattere al fianco di Giovanna d'Arco e di grandi capitani francesi, tra cui Jean Poton de Xaintrailles, cui era legato da amicizia di lunga data. Nello stesso anno, partecipò alle azioni militari nella Valle della Loira, battendo ancora gli inglesi a Jargeau ed a Patay.
Nel 1430 liberò Barbazan dalla prigionia, a Château-Gaillard. Nel dicembre dello stesso anno riconquistò Louviers per ordine del re Carlo VII. Nel 1431 si diresse verso Rouen, avendo ricevuto, secondo alcuni storici, l'incarico di salvare Giovanna d'Arco prigioniera nella città; l'impresa fallì miseramente ed egli stesso cadde in mano nemica, il 28 ottobre, ancora presso Louviers. Liberato, continuò la guerra; nel 1432 partecipò alla riconquista di Chartres organizzata dal Bastardo d'Orléans. Suo fratello Amador de Vignolles fu ucciso difendendo la città di Creil nel 1434.
La Hire vinse la battaglia di Gerberoy nel maggio del 1435; il mese seguente raggiunse il Bastardo d'Orléans a Saint-Denis, riuscendo a riconquistare la città ed altre piazzeforti intorno a Parigi. Il Bastardo ritornò sulle sponde della Loira, affidandogli quindi il comando dell'armata; in seguito, La Hire fu nominato capitano generale di Normandia.
La Hire combatté ancora agli ordini del re a Soissons nel 1436, a Meaux nel 1439, a Harfleur nel 1440, a Créteil e Pontoise nel 1441, a Sainte-Sévère e a Dax nel 1442. Nonostante le numerose e gravi ferite procuratesi in tanti anni di battaglie, accompagnò Carlo VII a Montauban, facendogli da guardia del corpo. Qui morì nella sofferenza di una malattia sconosciuta, probabilmente conseguenze delle gravi ferite. Sepolto a Montmorillon, la sua tomba era un gisant (tipo di tomba che presenta sulla copertura una statua supina raffigurante il defunto), distrutta nel 1794.

## Étienne de Vignolles nella cultura
- Nelle carte francesi, La Hire è il fante di cuori[21].
- È presente nel videogioco Age of Empires II come personaggio giocabile